# Saint-Marcet
Saint-Marcet – miejscowość i gmina we Francji, w regionie Oksytania, w departamencie Górna Garonna.
Według danych na rok 1990 gminę zamieszkiwało 395 osób, a gęstość zaludnienia wynosiła 28 osób/km² (wśród 3020 gmin regionu Midi-Pireneje Saint-Marcet plasuje się na 678. miejscu pod względem liczby ludności, natomiast pod względem powierzchni na miejscu 816.).